# The Gods
The Gods is de voorloper van Uriah Heep opgericht in de jaren zestig. In deze groep speelden de latere Uriah Heep leden Ken Hensley, Paul Newton en Lee Kerslake.
Andere leden waren Mick Taylor (later bij John Mayall's Bluesbrakers en de Rolling Stones), Greg Lake (later bij King Crimson en Emerson, Lake & Palmer), Joe Konas, Brian Glascock (later bij de Bee Gees) en John Glascock (later bij de Bee Gees en Jethro Tull).
The Gods waren de opvolgers van de Rolling Stones in de beroemde Marquee Club in London. Na hun twee albums Genesis (1968) en To Samuel a Son (1969) ging het restant van de band samenwerken met Cliff Bennett en veranderde zijn naam in Toe Fat. 